# Вест-індський ригсдалер
Вест-індський ригсдалер або данський вест-індський ригсдалер — грошова одиниця Данської Вест-Індії до 1849.
Колонія Данська Вест-Індія складалася з трьох островів у Карибському морі — Санта-Крус, Сент-Джон і Сент-Томас. У другій половині XVII століття управління над островами отримала Данська Вест-Індійська компанія, потім в 1755 вони перейшли у власність Данського королівства. Для організації грошового обігу з їхньої території запровадили місцеву грошову одиницю, яка за аналогією з валютою метрополії отримала назву ригсдалера. В 1740 відкарбували монети номіналом в 1, 2, 12 скілінгів, а в 1748 — 12 скілінгів.
Після переходу островів під пряме підпорядкування Данії в 1757—1767 на монетних дворах Копенгагена, Альтони і Конгсберга для заморських територій випустили 6, 12 і 24 скілінги.
У XIX столітті в різні роки карбували 2, 10 та 20 скілінгів. Усі монети містили вказівку «Dansk Amerik(ansk) M(ynt)» (Данське американське карбування). Першу банкноту номіналом у 6¼ ригсдалера надрукували в 1784. Згодом у 1788, 1799, 1806, 1814—1815, 1822, 1829, 1836 і 1845 роках випускали банкноти номіналом в 5, 10, 20, 50 і 100 ригсдалерів.
За аналогією з данським вест-індський ригсдалер відповідав 96 скілінгів. Курс вест-індського ригсдалера був меншим щодо ригсдалера метрополії. 1 вест-індський прирівнювався до 4⁄5 курантного данського ригсдалера.
У 1849 в Данській Вест-Індії провели монетну реформу, яка передбачала децималізацію основної грошової одиниці. Новий вест-індський далер став рівним 100 центам.